# Glaphyropyga pollinifera
Glaphyropyga pollinifera är en tvåvingeart som beskrevs av Carrera 1945. Glaphyropyga pollinifera ingår i släktet Glaphyropyga och familjen rovflugor. Inga underarter finns listade i Catalogue of Life.